# منتخب الاتحاد السوفيتي تحت 17 سنة لكرة القدم
منتخب الاتحاد السوفيتي تحت 17 سنة لكرة القدم هو ممثل الاتحاد السوفيتي الرسمي في المنافسات الدولية في كرة القدم
.